# بور-فورپوست
بور-فورپوست (به لاتین: Bor-Forpost) یک منطقهٔ مسکونی در روسیه است که در سرزمین آلتای واقع شده‌است.